# Martín Chirino

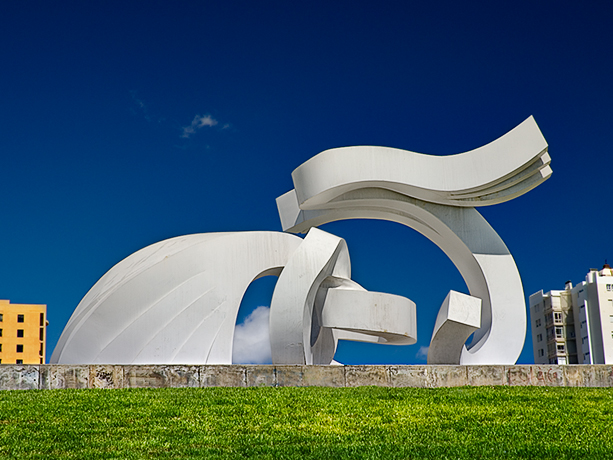
Lady Harimaguada, Las Palmas de Gran Canaria.

Martín Chirino López (Las Palmas de Gran Canaria, 1 de marzo de 1925-Madrid, 11 de marzo de 2019) fue un escultor español. Cofundador del grupo El Paso en 1957, Chirino empleó principalmente el hierro y su obra se enmarca dentro del arte abstracto. Sus esculturas comprenden tanto la carencia de componentes narrativos como la riqueza formal y simbólica.

## Biografía

### Primeros años
Nació en Las Palmas de Gran Canaria, en la playa de Las Canteras, el 1 de marzo de 1925. Undécimo de doce hermanos, su padre era jefe de talleres de los astilleros de la Compañía Blandy Brothers, del Puerto de la Luz, donde Chirino tendría el primer contacto con el metal. 
En su adolescencia conocería a Manolo Millares, con el que haría amistad. Por voluntad paterna, trabajó durante un par de años en el mundo de los buques. Realizó varios viajes a la costa africana (Marruecos, Sahara, Senegal…) para aprovisionamiento de los buques, experiencia que se haría presente en su obra. Comenzó su aprendizaje escultórico en la academia de Manuel Ramos.
En 1948 marchó a Madrid, donde, tras una primera intención de cursar Filosofía y Letras, ingresó en la Escuela de Bellas Artes de San Fernando. Durante algunos años completó su formación con su trabajo como ayudante de Manuel Ramos, que se traslada a Madrid.
En 1952 finalizó sus estudios de Bellas Artes, obteniendo el título de profesor. Al año siguiente viajó a Londres, donde tomó clases en la School of Fine Arts; la estancia le permitió conocer la escultura contemporánea inglesa (Henry Moore, Barbara Hepworth). Completó su formación de escultor en talleres privados de forja. Regresó a Las Palmas, donde mantuvo una estrecha colaboración con su amigo Manolo Millares.

### Marcha a Madrid. El Paso
Tras una primera serie escultórica, Reinas Negras, y alguna exposición, como la colectiva del Museo Canario, Chirino se marchó a Madrid el 14 de septiembre de 1955. Le acompañaban sus amigos Manolo Millares, Elvireta Escobio, Manuel Padorno y Alejandro Reino. La estancia de un mes en Londres le permitió conocer las esculturas sumerias y egipcias del British Museum, por las que se mostró interesado. El Museo de Arte Contemporáneo de Madrid adquirió dos esculturas suyas: una "Composición" en hierro (1956) y otra pieza de madera, más antigua, actualmente perdida. Comenzó a impartir clases de inglés en el Colegio Nuestra Señora Santa María, de Madrid.
Realizó su primera exposición individual en el Ateneo de Madrid. En febrero de 1957 se funda el "Grupo El Paso", con Antonio Saura, Manolo Millares, Manuel Rivera, Rafael Canogar, Luis Feito, Antonio Suárez, Pablo Serrano, Juana Francés, José Ayllón y Manuel Conde. Tras su exposición en el Ateneo se sumó Martín Chirino, además de Manuel Viola, y se darían de baja posteriormente Pablo Serrano, Juana Francés y Antonio Suárez.
En la Bienal de São Paulo de 1959 se le dedicó, dentro del pabellón español, una sala especial, donde se expusieron nueve esculturas. La colectiva del MOMA de 1960, seleccionada y prologada por el poeta Frank O'Hara, entonces curator del Museo, incluyó a varios artistas españoles. Chirino presentó cuatro piezas: "Homenaje a Julio González" (hoy en el Hirshhorn Institute, Instituto Smithsonian, Washington), "Raíz n° 2", "Raíz n° 3" y "El Viento". Con "El viento" apareció el tema más recurrente de la obra de Chirino: la espiral. Grace Borgenicht, impresionada por sus esculturas en la muestra del MOMA, viajó a Madrid para ofrecerle un contrato en exclusiva para los Estados Unidos. Este contrato permaneció vigente hasta la muerte de la galerista en 1994, y la disolución de la galería.
En mayo de 1960 se disolvió El Paso por diferencias internas. Chirino abrió su taller, obra de Antonio Fernández Alba, arquitecto próximo a El Paso, en San Sebastián de los Reyes (Madrid), donde residiría durante treinta y cinco años.

### Etapa en solitario
En 1961 contrajo una grave enfermedad, siendo ingresado en el Sanatorio SEAR de Valdelatas (Madrid). Al año siguiente realizó su primera exposición individual en la Grace Borgenicht Gallery (Nueva York). Presentó catorce piezas, realizadas entre 1959 y 1962, incluyendo las cuatro presentadas en el MOMA. Las nuevas piezas figurativas fueron, entre otras: "Margarita" —ese año Chirino contrajo matrimonio con Margarita Argenta—, "Santa Teresa", "Guerrero", "El mito de Orfeo" e "Inquisidor". Al año siguiente realizó una exposición en el Ateneo de Madrid, marcada por las series de “Vientos” y “Raíces”, además de otras obras como “El Grito”, “Cabeza reclinada” o “El Inquisidor”. De ese año son algunas obras hoy en paradero desconocido, como “Cabezón de la Sal” o “Dado eterno”. Nació su hija Marta el mismo año.
En 1964 realizó un viaje de dos meses a Grecia, que influirá en su serie “Mediterránea”. En 1966 asistió a la inauguración del Museo de Arte Abstracto Español de Cuenca, que adquirió para su colección "Raíz" (1958) y "El Viento" (1966).
La muestra individual en la Grace Borgenicht Gallery de Nueva York, en 1969, fue la primera que mostraba un conjunto de "Mediterráneas". Son esculturas de chapa de hierro, soldadas y pintadas de colores vivos. Chirino comenzó a trabajar con chapas, creando volúmenes huecos.

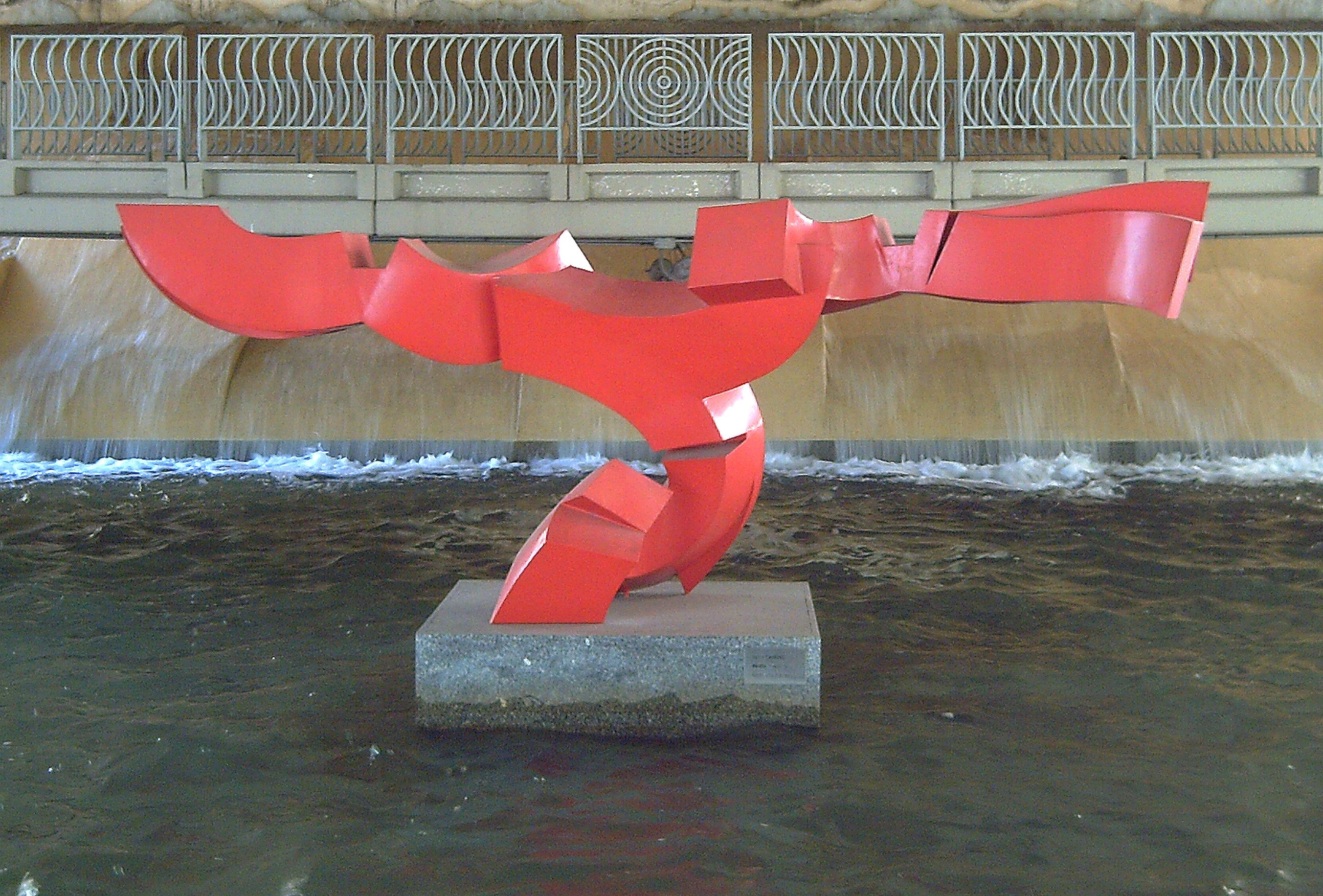
Mediterránea, en el Museo Arte Público de Madrid.

Participó con una "Mediterránea" en el Museo de Escultura al Aire Libre de la Castellana. De 1972 es su obra "My Lady" ( “Lady Tenerife”), escultura de gran formato, emplazada frente al Colegio de Arquitectos de Canarias de Santa Cruz de Tenerife. Esta escultura formaría parte de la I Exposición Internacional de Escultura en la Calle de esta ciudad. El tema de las "Ladies" -figura femenina recostada- deriva de las "Mediterráneas". Durante su estancia en Tenerife, mantuvo una estrecha relación con Maud y Eduardo Westerdahl, Domingo Pérez Minik y Pedro García Cabrera. Lady Lazarus (Homenaje a Sylvia Plath)" y "Lady Verdigris of the Condor", son homenajes a los "poemas agónicos" de la poetisa Sylvia Plath, a la que había conocido en Yale poco antes de que se suicidara, y a través del también poeta Ted Hughes.
En el X Concorso Internazionale del Bronzetto de Padova le concedieron el Primer Premio Internacional. En una nueva exposición en la Grace Borgenicht, presentó como novedad los “Aeróvoros”, esculturas de apariencia ingrávida y voladora bautizadas por Maud Westerdahl. El Guggenheim Museum adquirió uno.
A partir de 1974, Chirino pasó largas temporadas en Nueva York, trabajando en el estudio de la escultora Beatrice Perry, es Soutwood, Germantown (New York State). Realizó una escultura para la tumba del hijo de Beatrice, su amigo Scott Perry, en el cementerio de Barrytown.
En 1976 participó en la redacción del "Manifiesto del Hierro”, que identifica la identidad canaria con el continente africano, en términos posteriormente matizados por la mayoría de los firmantes. En el mismo sentido suscribió el “Documento Afrocán”, firmado en Madrid el 20 de noviembre de ese año. En este contexto realizó la exposición individual "Afrocán" en la Galería Juana Mordó de Madrid. Al año siguiente se organizó una exposición homenaje en la Casa de Colón de Las Palmas, y posteriormente en el Colegio Oficial de Arquitectos de Canarias, de Santa Cruz de Tenerife. En el n.º 20 de la revista Guadalimar apareció su texto "Pintadera de 7 puntos", en el que abogaba por una revolución cultural canaria fundamentada en el estudio y conocimiento del arte aborigen, pero atendiendo a la universalidad del arte.
Recibió el Primer Premio en la Bienal Internacional de Escultura de Budapest en 1978. En 1979 la exposición “Afrocán” en la Grace Borgenicht Gallery causó un notable interés en la prensa neoyorquina.
En 1980 recibió el Premio Nacional de Artes Plásticas por toda su obra. Cinco años más tarde le sería concedida la Medalla de Oro de Bellas Artes.
En el año 1982, tras ganar las elecciones el Partido Socialista, el secretario de estado del Ministerio de Cultura Mario Trinidad le  propuso a Chirino ser presidente del Círculo de Bellas Artes de Madrid, cargo en el que estuvo hasta 1992.

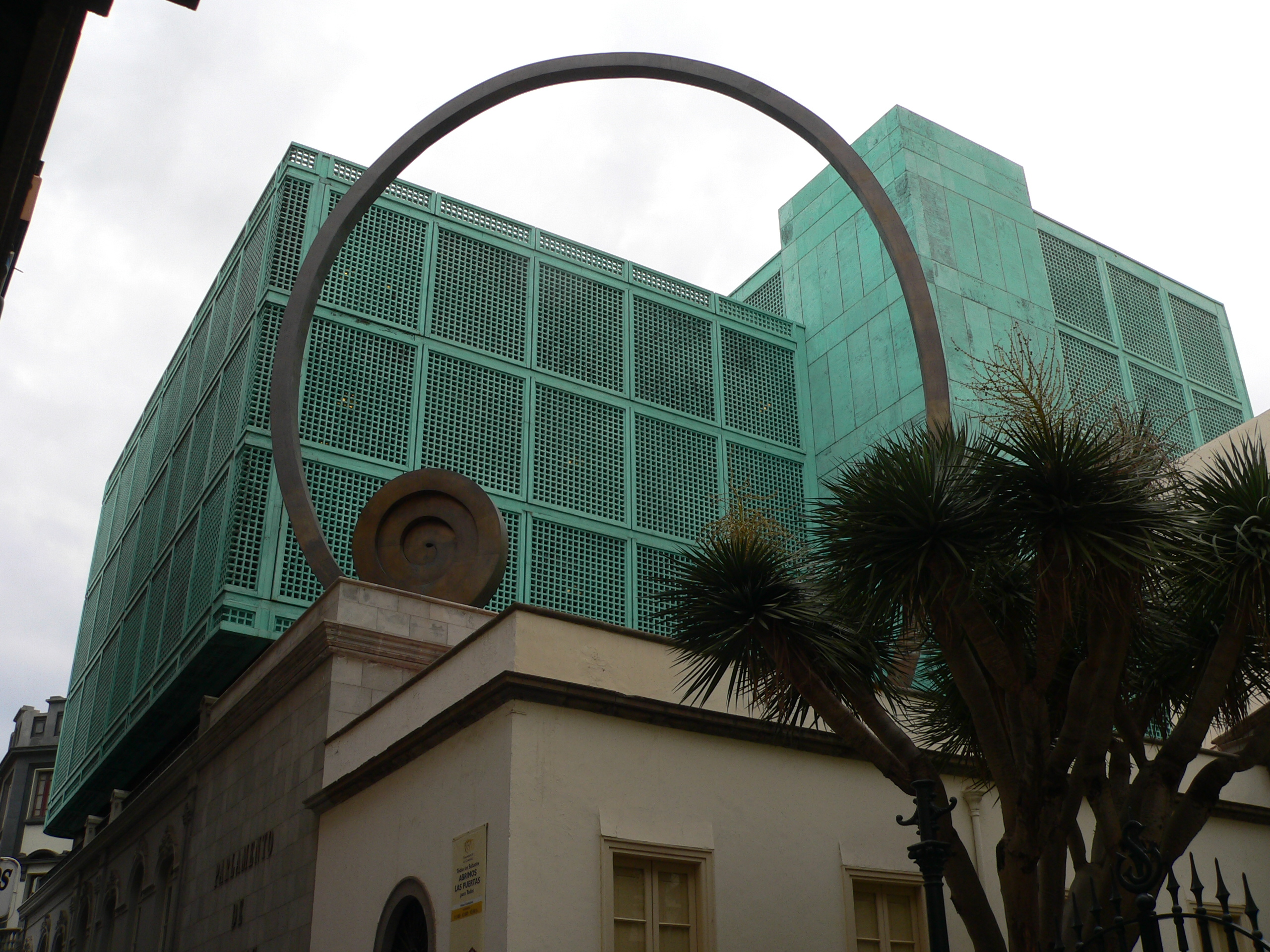
Sede del Parlamento de Canarias, Santa Cruz de Tenerife.

En 1987 realizó la obra “Gran Cabeza Africana”, que se encuentra en la sede social de la Caja General de Ahorros de Canarias. Fue nombrado miembro de la Comisión Asesora del Centro de Arte Reina Sofía de Madrid. Dos años más tarde se inauguró el Centro Atlántico de Arte Moderno (CAAM) de Las Palmas de Gran Canaria, siendo nombrado director del mismo. Compaginaría dicho cargo con el de director del Círculo de Bellas Artes de Madrid, que ostentaba desde 1982. En 1992 decidió no presentarse a la reelección, para concentrarse en la dirección del CAAM y en su propia obra.
En 1996 es inaugurada la “Lady Harimaguada”, convertida posteriormente en símbolo de la ciudad y en premio del Festival Internacional de Cine de Las Palmas de Gran Canaria. De 1999 es la espiral que decora la cubierta del Parlamento de Canarias, que la ha adoptado como símbolo. También la Universidad de Las Palmas de Gran Canaria representa en su logotipo a "El Pensador", obra instalada en el Campus de Tafira.
En 2002 Martín Chirino dimitió como director del CAAM, en medio de una polémica reestructuración del museo.

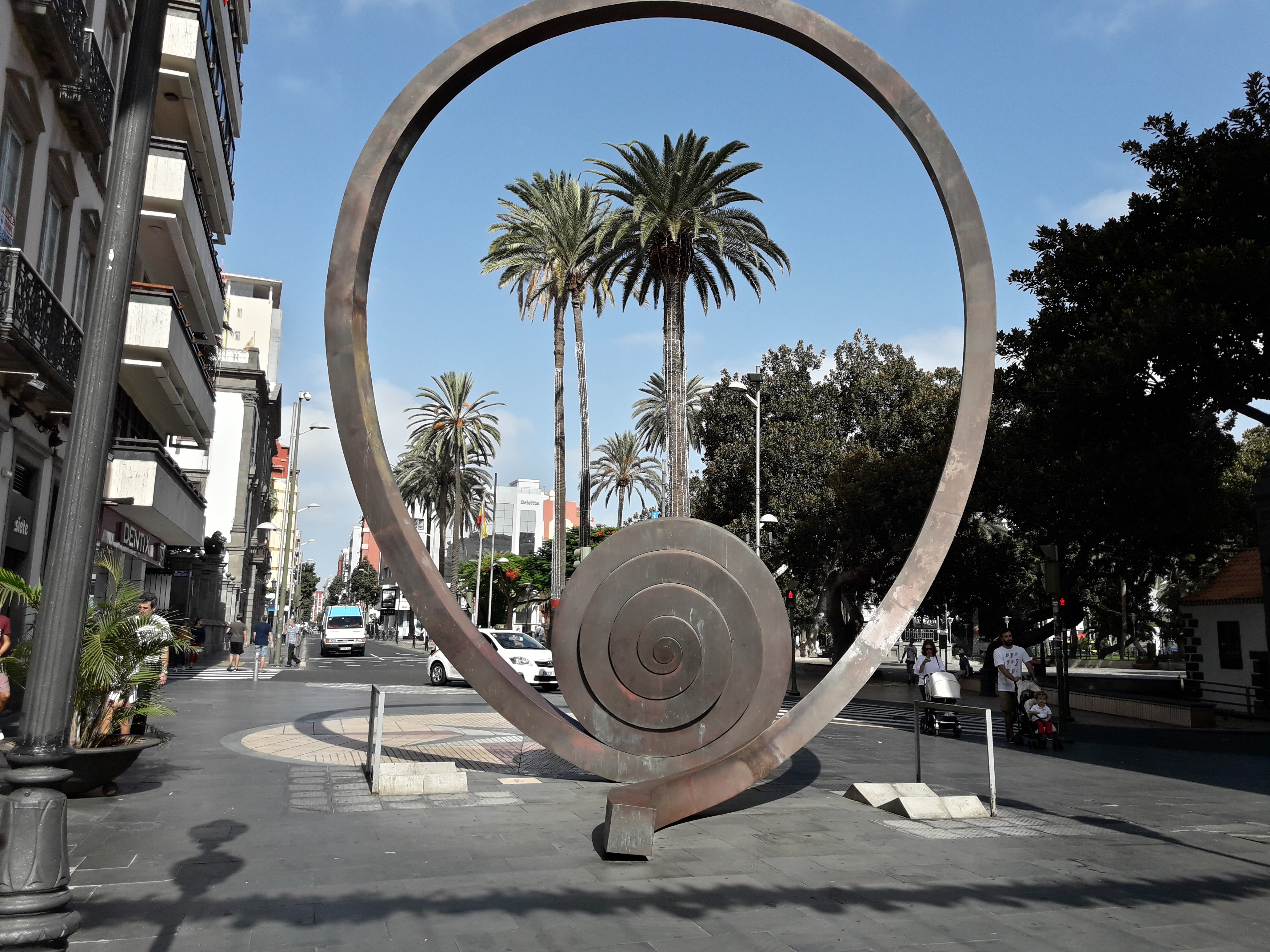
Escultura en la confluencia de la calle Mayor de Triana con el parque de San Telmo en Las Palmas de Gran Canaria.

En 2007 fue nombrado hijo adoptivo de San Sebastián de los Reyes, localidad donde había residido hasta 1995. También fueron nombradas en su honor una calle y una sala de exposiciones.
El 11 de octubre de 2014 ingresó como miembro Honorario en la Real Academia de Bellas Artes de San Fernando.
El 21 de mayo de 2016 recibió el título de hijo adoptivo del municipio madrileño Morata de Tajuña en el que residió sus últimos años. Su vinculación  con este municipio se manifiesta además en la escultura “La Morateña”, con la que quiso homenajear al pueblo morateño.
Tras fallecer en Madrid el 11 de marzo de 2019, desde el 10 de septiembre de 2021 sus cenizas descansan por fin bajo el monumento fúnebre que ideó en vida llamado "Jano", que hace referencia al dios de las puertas, en el cementerio de Vegueta en Las Palmas de Gran Canaria y por deseo de Chirino junto a la tumba de su gran amigo Alfredo Kraus. 

## Fundación Martín Chirino
El 28 de marzo de 2015 se inauguró en el Castillo de la Luz de Las Palmas de Gran Canaria la Fundación de Arte y Pensamiento Martín Chirino. Se trata de un espacio museístico con un total de 25 obras del escultor que forman parte de la exposición permanente, piezas que realizan un repaso por la trayectoria de artista.